# Thang đo xoáy thuận nhiệt đới
Các xoáy thuận nhiệt đới được xếp hạng theo một trong năm thang đo cường độ xoáy thuận nhiệt đới, dựa trên sức gió duy trì tối đa và vị trí địa lý của chúng. Chỉ có vài thang phân loại được sử dụng một cách chính thức bởi các cơ quan khí tượng giám sát các xoáy thuận nhiệt đới, nhưng cũng có các thang đo hoặc đại lượng thay thế khác, ví dụ như năng lượng xoáy thuận tích lũy (accumulated cyclone energy), Chỉ số Hao tán Năng lượng (Power Dissipation Index), Chỉ số Động năng Tích hợp (Integrated Kinetic Energy Index) và Chỉ số Cường độ Bão (Hurricane Severity Index).
Các xoáy thuận nhiệt đới phát triển tại Bắc bán cầu được các trung tâm cảnh báo phân loại một cách không chính thức bằng một trong ba thang cường độ. Các xoáy thuận nhiệt đới hoặc xoáy thuận cận nhiệt đới tồn tại ở khu vực Bắc Đại Tây Dương hoặc Đông Bắc Thái Bình Dương được phân loại thành áp thấp nhiệt đới hoặc bão nhiệt đới. Nếu hệ thống này tiếp tục mạnh lên thành một cơn bão cuồng phong (hurricane), khi đó nó sẽ được phân loại theo thang gió bão Saffir–Simpson, dựa trên sức gió duy trì tối đa ước tính trong khoảng thời gian 1 phút. Ở khu vực Tây Thái Bình Dương, Ủy ban Bão của ESCAP/WMO sử dụng bốn cấp độ dựa trên sức gió duy trì tối đa ước tính trong khoảng thời gian 10 phút để phân loại các xoáy thuận nhiệt đới tại đây..
Thang đo của Cục Khí tượng Ấn Độ sử dụng 7 cấp độ khác nhau dành cho các hệ thống bão tại khu vực Bắc Ấn Độ Dương, dựa trên sức gió duy trì tối đa trong thời gian 3 phút. Các xoáy thuận nhiệt đới phát triển tại Nam bán cầu chỉ được các trung tâm cảnh báo phân loại chính thức bằng một trong hai thang đo, tất cả đều dựa trên sức gió duy trì trong 10 phút: thang đo cường độ xoáy thuận nhiệt đới của Úc được sử dụng để phân loại các hệ thống trên khu vực Úc hoặc Nam Thái Bình Dương. Thang đo sử dụng cho các hệ thống tại Tây Nam Ấn Độ Dương được Cục Khí tượng Pháp (Météo-France) định nghĩa và sử dụng tại các lãnh thổ hải ngoại của Pháp như New Caledonia và Polynesia thuộc Pháp.
Định nghĩa về sức gió duy trì được khuyến cáo bởi Tổ chức Khí tượng Thế giới (WMO) và sử dụng bởi hầu hết các cơ quan thời tiết là vận tốc gió trung bình trong 10 phút ở độ cao 10 m (33 ft) so với mặt biển. Tuy nhiên, thang bão Saffir–Simpson lại dựa trên các kết quả đo vận tốc gió trung bình trong khoảng thời gian 1 phút ở độ cao 10 m (33 ft). Thang đo dùng bởi Trung tâm Khí tượng Chuyên ngành Khu vực (RSMC) New Delhi sử dụng số liệu trung bình trong khoảng thời gian 3 phút, còn thang đo của Úc dựa trên cả vận tốc gió giật trong 3 giây và sức gió duy trì tối đa trung bình trong 10 phút. Những sự khác biệt này khiến cho việc so sánh trực tiếp giữa các khu vực trở nên khó khăn.
Ở tất cả các khu vực, các xoáy thuận nhiệt đới đều được đặt tên khi sức gió duy trì đạt ít nhất 35 kn (40 mph; 65 km/h).

## Đại Tây Dương, Đông và Trung Thái Bình Dương
Các xoáy thuận nhiệt đới hoạt động tại Bắc bán cầu từ phía đông đường kinh tuyến 180 được giám sát chính thức bởi Trung tâm Bão Quốc gia Hoa Kỳ hoặc Trung tâm Bão Trung Thái Bình Dương. Tại khu vực này, xoáy thuận nhiệt đới được định nghĩa là một vùng nhiễu động quy mô lớn không có front, lõi ấm, phát triển trên vùng biển nhiệt đới hoặc cận nhiệt đới, có cấu trúc đối lưu khí quyển và vùng trung tâm hoàn lưu khép kín được xác định rõ ràng. Khu vực này cũng tồn tại định nghĩa xoáy thuận cận nhiệt đới: là một vùng nhiễu động áp suất thấp không có front, có những đặc điểm của cả xoáy thuận nhiệt đới và ngoài nhiệt đới. Khi hệ thống đã thỏa mãn một trong hai tiêu chí trên, các trung tâm cảnh báo sẽ kích hoạt các bản tin khuyến cáo và tiến hành xác định xem nó là một áp thấp nhiệt đới hay áp thấp cận nhiệt đới, nếu sức gió duy trì trong một phút đo được thấp hơn 34 kn (38 mph; 62 km/h).
Ngoài ra, mỗi hệ thống cũng sẽ được gán một số xoáy thuận nhiệt đới (tropical cyclone number, hay gọi tắt là số TC). Ở đầu số TC là một con số được viết bằng chữ tiếng Anh (bắt đầu từ 1 (ONE) đến 30 (THIRTY) hoặc nhỏ hơn; số nào đã được gán thì sẽ không được sử dụng lại cho tới năm sau), tiếp theo đó (đối với các xoáy thuận tại Đông và Trung Thái Bình Dương) là dấu gạch nối và một chữ cái ký hiệu cho vị trí của bão ("-E" dành cho các xoáy thuận tại Đông Thái Bình Dương, "-C" dành cho các xoáy thuận tại Trung Thái Bình Dương. Mỗi hệ thống cũng được sinh ra một tên gọi tắt bằng hai chữ số (kèm theo phần hậu tố phía sau giống như số TC, ví dụ như TD 08 là của cơn áp thấp Bắc Đại Tây Dương EIGHT, TD 21E là của cơn áp thấp Đông Thái Bình Dương TWENTYONE-E, hay TD 03C là của cơn áp thấp Trung Thái Bình Dương THREE-C) để sử dụng cho các bản tin và hệ thống tự động khác.
Tuy nhiên, nếu một vùng nhiễu động nhiệt đới có khả năng sản sinh ra một cơn bão nhiệt đới hoặc gây ra gió bão trên đất liền trong vòng 48 giờ, các bản tin khuyến cáo sẽ được kích hoạt và nó sẽ được phân loại là một xoáy thuận nhiệt đới tiềm tàng (PTC) cùng với một số PTC có hai chữ số (ví dụ như PTC-09 hay PTC-15E) tương tự như số TC. Nếu hệ thống này mạnh lên hoặc đã đạt sức gió duy trì trong một phút ở mức 34–63 kn (39–73 mph; 63–118 km/h), nó sẽ được gọi là một cơn bão nhiệt đới hoặc cận nhiệt đới và được đặt tên (tên này sẽ thay thế cho số TC được viết bằng chữ; con số hai chữ số vẫn được giữ lại để sử dụng cho các mục đích khác như Hệ thống Dự báo Xoáy thuận Nhiệt đới Tự động).
Nếu hệ thống nhiệt đới tiếp tục mạnh lên với sức gió lớn hơn 64 kn (74 mph; 119 km/h), nó sẽ được gọi là bão cuồng phong (hurricane) và được phân loại theo thang gió bão Saffir–Simpson. Cấp độ thấp nhất trên thang này là Cấp 1, với sức gió vào khoảng 64 tới 82 kn (74–95 mph, 119–153 km/h). Nếu bão tiếp tục mạnh lên và đạt sức gió từ 83 and 95 kn (96–110 mph, 154–177 km/h), nó sẽ trở thành một cơn bão Cấp 2. Khi bão đạt Cấp 3 với sức gió từ 96 tới 112 kn (111–129 mph, 178–208 km/h), các trung tâm cảnh báo thường gọi đây là một cơn bão cuồng phong lớn (major hurricane). Một cơn bão đạt Cấp 4 có sức gió 113–136 kn (130–156 mph, 209–251 km/h), còn sức gió của một cơn bão Cấp 5 là tối thiểu 137 kn (157 mph, 252 km/h). Xoáy thuận hậu nhiệt đới là một hệ thống bão đã tan hoặc suy yếu thành một vùng thấp; các khuyến cáo chính thức thường được kết thúc ở giai đoạn này. Tuy nhiên, các bản tin khuyến cáo vẫn có thể tiếp tục nếu xoáy thuận hậu nhiệt đới có khả năng đe dọa đáng kể đến tính mạng và tài sản. Các khuyến cáo cũng có thể tiếp tục nếu tàn dư bão có khả năng mạnh trở lại và sinh ra bão nhiệt đới hoặc gió bão trên đất liền trong vòng 48 giờ.
Thang bão Saffir–Simpson (SSHS) ban đầu được định nghĩa bằng cả vận tốc gió và độ cao sóng cồn, nhưng do mối liên hệ giữa vận tốc gió và độ cao sóng không phải luôn luôn rõ ràng, thang đo này được đổi thành "Thang gió bão Saffir–Simpson" (SSHWS) và dựa hoàn toàn vào vận tốc gió.
Về mặt sức gió thì bão cấp càng cao sẽ có gió càng mạnh, nhưng về mặt ảnh hưởng của bão thì thang đo này lại không mang tính tuyệt đối như vậy. Các cơn bão cấp thấp vẫn có thể gây thiệt hại lớn hơn các cơn bão cấp cao hơn, tùy thuộc vào những yếu tố như địa hình, mật độ dân số tại địa phương hay tổng lượng mưa. Ví dụ, một cơn bão Cấp 2 đổ bộ vào khu vực đông dân cư có khả năng sẽ gây thiệt hại nhiều hơn so với một cơn bão Cấp 5 đổ bộ vào khu vực nông thôn. Thực tế là các hệ thống nhiệt đới có cường độ thấp hơn bão cuồng phong hoàn toàn có thể gây thiệt hại và thương vong đáng kể, nhất là từ những hiện tượng đi kèm như lũ lụt, lở đất.
Trong lịch sử, thuật ngữ great hurricane từng được sử dụng để mô tả các cơn bão có sức gió đạt ít nhất 110 kn (125 mph; 200 km/h), bán kính lớn (hơn 160 km / 100 mi) và gây ra thiệt hại lớn. Thuật ngữ này dần không còn được sử dụng sau khi thang Saffir–Simpson được giới thiệu vào đầu thập niên 1970.

Trước mùa bão 2012, thang Saffir–Simpson đã có sự điều chỉnh nhỏ về sức gió ở các cấp từ 3 đến 5 để tránh gây ra lỗi làm tròn như ở các mùa bão trước đó.

## Tây Thái Bình Dương
Các xoáy thuận nhiệt đới tại Bắc bán cầu từ kinh tuyến 180 đến kinh tuyến 100 Đông được giám sát chính thức bởi Cơ quan Khí tượng Nhật Bản (JMA, RSMC Tokyo). Tại khu vực này, xoáy thuận nhiệt đới được định nghĩa là một xoáy thuận quy mô lớn không có front bắt nguồn từ vùng biển nhiệt đới hoặc cận nhiệt đới, có cấu trúc đối lưu và hoàn lưu gió xoáy bề mặt xác định. Cấp độ thấp nhất được Ủy ban Bão sử dụng là áp thấp nhiệt đới, với sức gió duy trì trong 10 phút thấp hơn 34 kn (17 m/s; 39 mph; 63 km/h). Nếu áp thấp nhiệt đới mạnh lên, nó sẽ được đặt tên và phân loại là bão nhiệt đới, với sức gió từ 34–47 kn (17–24 m/s; 39–54 mph; 63–87 km/h). Nếu hệ thống tiếp tục mạnh thêm thì sẽ được phân loại là bão nhiệt đới dữ dội, với sức gió từ 48–63 kn (25–32 m/s; 55–72 mph; 89–117 km/h). Cấp độ cao nhất trong thang của Ủy ban Bão là bão cuồng phong (typhoon), với sức gió lớn hơn 64 kn (33 m/s; 74 mph; 119 km/h).
Cục Khí tượng Trung Quốc (CMA), Đài thiên văn Hồng Kông (HKO), PAGASA và JMA đều chia bão cuồng phong thành các cấp nhỏ hơn để sử dụng trong nước. JMA chia cấp bão cuồng phong thành ba cấp, thấp nhất là bão cuồng phong (mạnh) với sức gió duy trì tối đa trong 10 phút dưới 84 kn (43 m/s; 97 mph; 156 km/h). Tiếp theo là bão cuồng phong rất mạnh với sức gió từ 85–104 kn (44–54 m/s; 98–120 mph; 157–193 km/h), và cuối cùng là bão cuồng phong dữ dội với sức gió trên 105 kn (54 m/s; 121 mph; 194 km/h). HKO và CMA cũng chia cấp bão cuồng phong thành ba cấp nhỏ hơn: bão cuồng phong khi sức gió dưới 80 kn (41 m/s; 92 mph; 150 km/h), bão cuồng phong dữ dội khi sức gió trong khoảng 85–104 kn (44–54 m/s; 98–120 mph; 157–193 km/h), và siêu bão (super typhoon) khi sức gió đạt 100 kn (51 m/s; 120 mph; 190 km/h). Vào tháng 5 năm 2015, PAGASA cũng giới thiệu thuật ngữ siêu bão, sử dụng cho các hệ thống có sức gió trên 120 kn (62 m/s; 140 mph; 220 km/h).
Ngoài các cơ quan khí tượng quốc gia ở mỗi nước, Trung tâm Cảnh báo Bão Liên hợp (JTWC) của Hoa Kỳ cũng tham gia giám sát khu vực Tây Thái Bình Dương và đưa ra các cảnh báo về những xoáy thuận nhiệt đới đáng chú ý cho Chính phủ Hoa Kỳ, đồng thời đặt cho mỗi hệ thống một số TC hai chữ số (kèm hậu tố "W"). Các cảnh báo này sử dụng số liệu vận tốc gió duy trì trong 1 phút và có thể so sánh với thang gió bão Saffir–Simpson; tuy nhiên, JTWC sử dụng một thang đo riêng để phân loại cường độ tại khu vực này. Thang đo này bao gồm các cấp độ: Áp thấp nhiệt đới, Bão nhiệt đới, Bão cuồng phong và Siêu bão. JTWC định nghĩa một cách không chính thức các cơn bão có sức gió ít nhất 130 kn (67 m/s; 150 mph; 241 km/h)—tương đương một cơn bão Cấp 4 mạnh trên thang Saffir–Simpson—là các siêu bão (super typhoons). Ngoài ra, khi một áp thấp nhiệt đới được nâng cấp lên thành bão nhiệt đới và được JMA đặt tên, JTWC sẽ gắn tên quốc tế (trong dấu ngoặc đơn) vào đằng sau số TC (ví dụ như áp thấp nhiệt đới TWENTY-W năm 2018, tên viết tắt là TD 20W, khi trở thành Bão nhiệt đới Bebinca thì được các bản tin của JTWC gọi là TS 20W (BEBINCA)); tuy nhiên, trong trường hợp JTWC nâng cấp một vùng áp thấp lên thành bão nhiệt đới nhưng JMA lại không có quyết định tương tự (do sự khác biệt giữa thang vận tốc gió của JTWC và JMA), con số viết bằng chữ (không tính phần hậu tố) sẽ được đưa vào trong dấu ngoặc đơn và được gắn vào đằng sau số TC để làm tên tạm thời (ví dụ TS 16W (SIXTEEN)), cho đến khi JMA nâng cấp độ và đặt tên cho bão, khi đó tên mới sẽ thay thế cho tên tạm thời.
Cục Thời tiết Trung ương Đài Loan cũng có thang đo riêng bằng tiếng Trung nhưng lại sử dụng thang đo của Ủy ban Bão bằng tiếng Anh.

## Bắc Ấn Độ Dương
Bất kỳ xoáy thuận nhiệt đới nào phát triển tại khu vực Bắc Ấn Độ Dương từ kinh tuyến 100 Đông đến kinh tuyến 45 Đông được giám sát bởi Cục Khí tượng Ấn Độ (IMD, RSMC New Delhi). Tại khu vực này, xoáy thuận nhiệt đới được định nghĩa là một xoáy thuận quy mô lớn không có front, bắt nguồn từ vùng biển nhiệt đới hoặc cận nhiệt đới với cấu trúc đối lưu và hoàn lưu gió xoáy bề mặt xác định. Cấp độ phân loại thấp nhất sử dụng tại Bắc Ấn Độ Dương là Áp thấp (Depression), có vận tốc gió duy trì trong 3 phút từ 17 đến 27 kn (20–31 mph; 31–49 km/h). Nếu áp thấp tiếp tục mạnh lên, nó sẽ trở thành một Áp thấp sâu (Deep Depression), với sức gió từ 28 đến 33 kn (32–38 mph; 50–61 km/h). Hệ thống sẽ được phân loại là một cơn bão xoáy (Cyclonic Storm) và được IMD đặt tên nếu nó bắt đầu gây ra gió rất mạnh từ 34 cho tới 47 kn (39–54 mph; 62–88 km/h). Các cơn Bão xoáy dữ dội có sức gió bão từ 48 tới 63 kn (55–72 mph; 89–117 km/h), trong khi các cơn Bão xoáy rất dữ dội có sức gió trong khoảng 64–89 kn (73–102 mph; 118–166 km/h). Cấp Bão xoáy cực kỳ dữ dội có sức gió trong khoảng 90–119 kn (166–221 km/h, 104–137 mph). Cấp độ bão cao nhất tại Ấn Độ Dương là cấp Siêu bão xoáy, với sức gió trên 120 kn (138 mph; 222 km/h).
Trong lịch sử, thuật ngữ áp thấp (depression) từng được dùng để chỉ một vùng có áp suất khí quyển thấp hơn so với khu vực xung quanh. Các cấp độ khác từng sử dụng trước đây bao gồm: cấp Bão xoáy khi sức gió không vượt quá cấp 10 trên thang Beaufort và cấp Xoáy thuận khi sức gió đạt cấp 11, cấp 12 trên thang Beaufort. Từ năm 1924 đến năm 1988, các xoáy thuận nhiệt đới được phân loại thành bốn cấp: áp thấp, áp thấp sâu, bão xoáy và bão xoáy dữ dội. Tuy nhiên, vào năm 1988 cách phân loại này đã được điều chỉnh với cấp độ mới "bão xoáy dữ dội có tâm gió bão cuồng phong" (severe cyclonic storm with core of hurricane winds) dành cho các xoáy thuận nhiệt đới có vận tốc gió lớn hơn 64 kn (74 mph; 119 km/h). Đến năm 1999 hai cấp Bão xoáy rất dữ dội và Siêu bão xoáy được giới thiệu, còn cấp "bão xoáy dữ dội có tâm gió bão cuồng phong" thì bị loại bỏ. Thêm một lần điều chỉnh nữa diễn ra vào năm 2015 với việc bổ sung cấp Bão xoáy cực kỳ dữ dội dành cho các hệ thống có vận tốc gió duy trì trong 3 phút từ 90 đến 119 kn (166–221 km/h, 104–137 mph).
Trung tâm Cảnh báo Bão Liên hợp Hoa Kỳ cũng tham gia giám sát khu vực này và đưa ra các cảnh báo về các xoáy thuận nhiệt đới đáng chú ý thay mặt Chính phủ Hoa Kỳ, đồng thời cũng tiến hành gán số TC giống như những khu vực trên (mặc dù không mang tính chính thức; các xoáy thuận bắt nguồn từ Biển Ả Rập được gán hậu tố "A" còn các xoáy thuận tại Vịnh Bengal được gán hậu tố "B"). Các cảnh báo này sử dụng vận tốc gió duy trì trong 1 phút và có thể so sánh với thang gió bão Saffir–Simpson, tuy nhiên, JTWC gọi tất cả các hệ thống tại khu vực này là xoáy thuận nhiệt đới kèm với số TC (có thể gắn thêm tên quốc tế hoặc tên tạm thời trong ngoặc đơn giống như ở Tây Thái Bình Dương), bất kể cường độ của nó như thế nào.

## Tây Nam Ấn Độ Dương
Bất kỳ xoáy thuận nhiệt đới nào phát triển tại khu vực Nam bán cầu từ phía đông châu Phi đến kinh tuyến 90 Đông được giám sát bởi trung tâm xoáy thuận nhiệt đới La Réunion của Cục Khí tượng Pháp (MFR, RSMC La Réunion). Tại khu vực này, vùng nhiễu động nhiệt đới được định nghĩa là một khu vực áp suất thấp quy mô lớn không có front, bắt nguồn từ vùng biển nhiệt đới hoặc cận nhiệt đới, có cấu trúc đối lưu và hoàn lưu gió xoáy bề mặt xác định, vận tốc gió trung bình ước tính không vượt quá 27 kn (50 km/h).
Hệ thống sẽ được phân loại là áp thấp nhiệt đới hoặc áp thấp cận nhiệt đới khi vận tốc gió vượt mức 28 kn (50 km/h, 32 mph). Nếu áp thấp nhiệt đới đạt sức gió trên 35 kn (65 km/h, 40 mph), nó sẽ được phân loại là một cơn bão nhiệt đới trung bình và được đặt tên bởi một trong hai trung tâm khí tượng khu vực tại Mauritius và Madagascar. Các hệ thống cận nhiệt đới sẽ luôn được gọi là áp thấp cận nhiệt đới bất kể cường độ.
Nếu cơn bão tiếp tục mạnh lên và đạt sức gió 48 kn (89 km/h, 55 mph), nó sẽ được nâng lên cấp bão nhiệt đới dữ dội. Một cơn bão nhiệt đới dữ dội được nâng lên cấp xoáy thuận nhiệt đới khi đạt vận tốc gió 64 kn (118 km/h, 74 mph). Nếu xoáy thuận nhiệt đới tiếp tục mạnh lên và đạt vận tốc gió 90 kn (166 km/h, 103 mph), nó sẽ trở thành xoáy thuận nhiệt đới mạnh. Cấp độ cao nhất trong thang bão tại Tây Nam Ấn Độ Dương là xoáy thuận nhiệt đới rất mạnh, với sức gió trên 115 kn (212 km/h, 132 mph).
Tại kỳ họp thứ 10 của ủy ban xoáy thuận nhiệt đới thuộc Khu vực I WMO (RA I) vào năm 1991, thang đo cường độ bão đã được đề xuất điều chỉnh trước mùa bão 1993–94. Cụ thể, các cấp độ Áp thấp nhiệt đới yếu, Áp thấp nhiệt đới trung bình và Áp thấp nhiệt đới dữ dội được thay đổi lần lượt thành Áp thấp nhiệt đới, Bão nhiệt đới trung bình và Bão nhiệt đới dữ dội.
Trung tâm Cảnh báo Bão Liên hợp của Hoa Kỳ cũng tham gia giám sát khu vực này, đồng thời đưa ra cảnh báo về các xoáy thuận nhiệt đới đáng chú ý thay mặt cho Chính phủ Hoa Kỳ; các hệ thống này cũng được gán số TC một cách không chính thức với hậu tố "S" (dành cho toàn bộ vùng Nam Ấn Độ Dương, bao gồm cả các khu vực do Indonesia và Úc giám sát ở phía tây kinh tuyến 135 Đông). Các cảnh báo này sử dụng số liệu vận tốc gió duy trì trong 1 phút và có thể so sánh với thang gió bão Saffir–Simpson, tuy nhiên, tất cả các hệ thống đều được JTWC gọi là xoáy thuận nhiệt đới, bất kể cường độ, kèm với số TC (cùng với tên gọi quốc tế hoặc tên gọi tạm thời giống như các khu vực Tây Thái Bình Dương và Bắc Ấn Độ Dương).

## Úc và Fiji
Các xoáy thuận nhiệt đới tại Nam bán cầu, nằm ở phía đông kinh tuyến 90 Đông được giám sát chính thức bởi một hoặc nhiều trung tâm cảnh báo bão, bao gồm Cục Khí tượng Fiji (FMS), Cục Khí tượng New Zealand (MetService), Cơ quan Khí tượng, Khí hậu, và Địa vật lý Indonesia (BMKG), Cục Thời tiết Quốc gia Papua New Guinea (PNG-NWS) và Cục Khí tượng Úc (BoM). Tại khu vực này, xoáy thuận nhiệt đới được định nghĩa là một hệ thống áp suất thấp không có front quy mô lớn, phát triển trên vùng biển ấm, có cấu trúc hoàn lưu gió xác định và vận tốc gió duy trì trong 10 phút gần tâm từ 34 kn (63 km/h; 39 mph) trở lên. Khi các điều kiện trên được thỏa mãn, tất cả các trung tâm cảnh báo sẽ đặt tên cho hệ thống và bắt đầu sử dụng thang đo cường độ xoáy thuận nhiệt đới của Úc. Thang đo này sử dụng năm cấp độ để phân loại các xoáy thuận nhiệt đới dựa trên sức gió duy trì tối đa trong 10 phút. Một cơn xoáy thuận nhiệt đới Cấp 1 có vận tốc gió duy trì trong 10 phút ước tính trong khoảng 34–47 kn (39–54 mph; 63–87 km/h), còn xoáy thuận nhiệt đới Cấp 2 có sức gió duy trì 10 phút trong khoảng 48–63 kn (55–72 mph; 89–117 km/h). Khi hệ thống đạt cường độ Cấp 3, nó sẽ trở thành một Xoáy thuận nhiệt đới dữ dội và có vận tốc gió từ 64–85 kn (74–98 mph; 119–157 km/h). Một xoáy thuận nhiệt đới dữ dội Cấp 4 có sức gió trong khoảng 86–110 kn (99–130 mph; 157–200 km/h), còn với Cấp 5, cấp độ cao nhất, là trên 108 kn (124 mph; 200 km/h).
Các hệ thống có cường độ yếu hơn xoáy thuận nhiệt đới có thể được phân loại bằng nhiều thuật ngữ khác nhau, bao gồm Nhiễu động nhiệt đới, Vùng thấp nhiệt đới (Tropical Low) và Áp thấp nhiệt đới. Nhiễu động nhiệt đới được định nghĩa là một hệ thống không có front quy mô lớn bắt nguồn từ vùng nhiệt đới, có sự đối lưu tăng cường hoặc một số dấu hiệu của một hoàn lưu. Áp thấp nhiệt đới hay vùng thấp nhiệt đới là một vùng nhiễu động có hoàn lưu xác định, có thể ước tính được vị trí trung tâm và có vận tốc gió trung bình tối đa trong 10 phút nhỏ hơn 34 kn (39 mph; 63 km/h) khi ở gần tâm. FMS sẽ tiến hành đánh số các hệ thống này khi chúng có khả năng phát triển thành xoáy thuận nhiệt đới hoặc có thể gây ảnh hưởng đáng kể đến tính mạng và tài sản trong khu vực do cơ quan này giám sát, đồng thời đã được phân tích trong vòng 24 giờ trước đó. Thang cường độ xoáy thuận nhiệt đới Úc được BoM giới thiệu trước mùa bão 1989–90.
Trung tâm Cảnh báo Bão Liên hợp của Hoa Kỳ cũng tham gia giám sát khu vực này, đồng thời ra cảnh báo về các xoáy thuận nhiệt đới đáng chú ý thay mặt cho Chính phủ Hoa Kỳ; các hệ thống này được gán số TC không chính thức với một trong hai hậu tố "S" (nếu nguồn gốc từ phía tây kinh tuyến 135 Đông; tức là toàn bộ vùng Nam Ấn Độ Dương, bao gồm cả vùng giám sát của MFR) hoặc "P" (nếu nằm ở phía đông kinh tuyến 135 Đông; tức là toàn bộ vùng Nam Thái Bình Dương, bao gồm tất cả các vùng chịu sự giám sát của BoM, PNG-NWS, FMS và MSNZ). Các cảnh báo này sử dụng số liệu vận tốc gió duy trì trong 1 phút và có thể so sánh với thang gió bão Saffir–Simpson, tuy nhiên, tất cả các hệ thống đều được JTWC gọi là xoáy thuận nhiệt đới, bất kể cường độ, kèm với số TC (cùng với tên gọi quốc tế hoặc tên gọi tạm thời giống như các khu vực Tây Thái Bình Dương và Ấn Độ Dương).

## Các thang đo khác
Các tổ chức khác, như Cơ quan Quản lý Khí quyển và Đại dương Hoa Kỳ (NOAA), cũng sử dụng các thang đo khác để phân loại xoáy thuận nhiệt đới. Ví dụ như Chỉ số Động năng Tích hợp (Integrated Kinetic Energy Index), một chỉ số dùng để đo lường sức tàn phá tiềm tàng từ nước biển dâng do bão tại các khu vực bờ biển; chỉ số này dựa trên thang đo từ 1 đến 6, trong đó mức 6 có khả năng tàn phá cao nhất.
Năng lượng xoáy thuận tích lũy (accumulated cyclone energy, viết tắt là ACE) được NOAA và các cơ quan khác sử dụng để biểu diễn hoạt động của các xoáy thuận nhiệt đới có cường độ trên cấp bão nhiệt đới và của cả mùa bão. ACE được tính bằng cách lấy bình phương vận tốc gió duy trì tối đa của tất cả các cơn bão nhiệt đới đang hoạt động (có vận tốc gió trên 35 kn) trong khoảng thời gian sáu giờ. Kết quả thường được chia cho 10.000 để dễ sử dụng hơn. Đơn vị của ACE là 104 kn2, khi dùng làm chỉ số thì đơn vị này thường được lược bỏ. Thay vì lấy bình phương như ACE, Chỉ số Hao tán Năng lượng (Power Dissipation Index, viết tắt là PDI) được tính bằng phép lập phương (mũ 3) vận tốc gió.
Chỉ số Cường độ Bão (Hurricane Severity Index, viết tắt là HSI) là một thang đo lường khác được sử dụng để đánh giá cường độ của mọi loại xoáy thuận nhiệt đới và cận nhiệt đới, dựa trên cả sức gió và kích thước trường gió. HSI dựa trên thang điểm từ 0 đến 50, trong đó tối đa 25 điểm dành cho cường độ của cơn xoáy thuận nhiệt đới và tối đa 25 điểm cho kích thước trường gió.